# چرخند حاره‌ای شمال اقیانوس هند

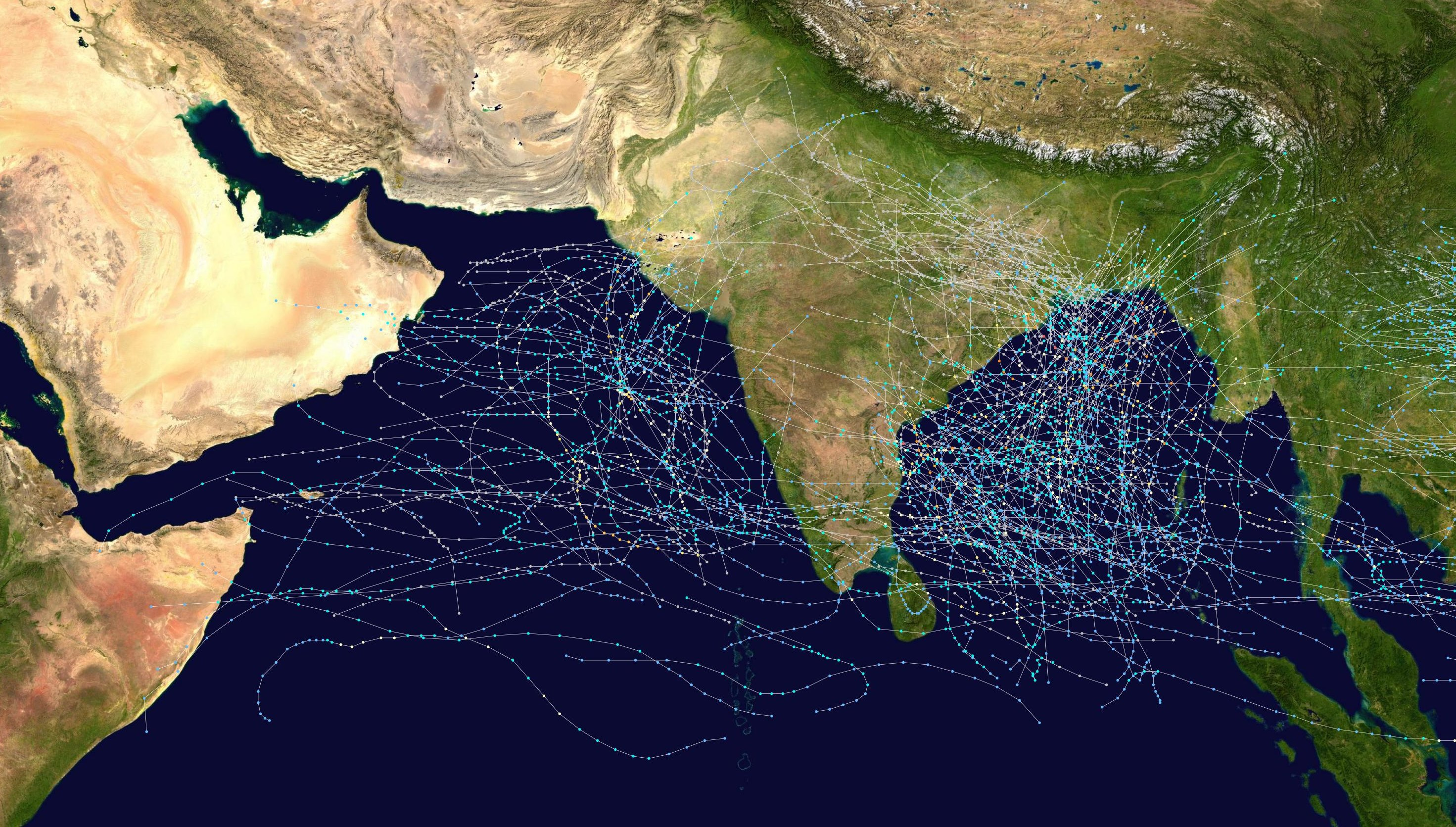
نقشه مسیر تجمعی تمام چرخندهای حارّه‌ای شمال اقیانوس هند از سال ۱۹۷۰ تا ۲۰۰۵

چرخند حارّه‌ای شمال اقیانوس هند (انگلیسی: North Indian Ocean tropical cyclone)، به چرخندهایی گفته می‌شود که در مناطق مدارگانی اقیانوس هند و شمال استوا تشکیل می‌شود. در این منطقه، چرخند حاره‌ای می‌تواند در طول سال در دو طرف شبه‌قاره هند تشکیل شود؛ اگرچه بیشترین فراوانی وقوع این پدیده بین آوریل و ژوئن، و بین اکتبر و دسامبر است.

## زیرحوضه‌ها
اقیانوس هند شمالی به‌صورت رسمی، کم‌فعالیت‌ترین حوضه اقیانوسی است تنها هفت درصد از چرخندهای حاره‌ای جهان را تشکیل می‌دهد. با این حال این حوضه برخی از مرگبارترین چرخندهای جهان را ایجاد کرده است، زیرا این توفان‌های چرخندی به مناطق بسیار پرجمعیت حمله می‌کنند.
این حوضه به دو زیرحوضه خلیج بنگال و دریای عرب تقسیم می‌شود. سواحل خلیج بنگال، واقع در شمال شرقی اقیانوس هند، بین کشورهای هند، بنگلادش، میانمار، سریلانکا و بخش غربی تایلند مشترک است. این زیرحوضه فعال‌ترین است و برخی از مرگبارترین چرخندهای تمام دوران را تولید می‌کند. چرخند ۱۹۹۹ اودیشا، شدیدترین چرخند روی‌داده در خلیج بنگال است.
دریای عرب دریایی است که در شمال غربی اقیانوس هند واقع شده است. سواحل دریای عرب بین هند، یمن، عمان، امارات متحده عربی، ایران، پاکستان، سریلانکا، مالدیو و سومالی مشترک است. بادهای موسمی از ویژگی‌های دریای عرب هستند و مسئول چرخش سالانه آب‌های آن هستند. در تابستان، بادهای شدید از جنوب غربی به شمال شرقی می‌وزد و باران را به شبه قاره هند می‌آورد. چرخندها در دریای عرب نادر هستند، اما این حوضه می‌تواند چرخندهای حاره‌ای قوی ایجاد کند. چرخند گونو، قوی‌ترین و پرهزینه‌ترین چرخند حارّه‌ای ثبت‌شده در حوضه بود.